# Scopelosaurus
Genre
Synonymes
- Notosudis Waite 1916
- Scopelosarus

Scopelosaurus est un genre de poissons marins de la famille des Notosudidae.

## Systématique
Le genre Scopelosaurus a été créé en 1860 par l’ichtyologue néerlandais Pieter Bleeker avec pour espèce type Scopelosaurus hoedti.

### Synonymie
Selon Catalogue of Life (16 août 2025) :
- Notosudis Waite 1916
- Scopelosarus

### Étymologie
Pour Etyfish, le nom générique, Scopelosaurus, est la combinaison de Scopelus pour la ressemblance avec les membres du super-ordre Scopelomorpha, et de saurus, dérivé du grec ancien σαύρα (saúra), « lézard », un suffixe fréquemment employé pour les Aulopiformes (les « poissons-lézards »).

### Publication originale
- (nl) Pieter Bleeker, « Elfde bijdrage tot de kennis der vischfauna van Amboina », Acta Societatis Regiae Scientiarum Indo-Neêrlandicae, no 8,‎ 1860, p. 1-14.

## Liste des espèces
Selon World Register of Marine Species (19 juin 2025) :
- Scopelosaurus adleri (Fedorov (d), 1967)
- Scopelosaurus ahlstromi Bertelsen (d), G. Krefft & N. B. Marshall (d), 1976
- Scopelosaurus argenteus Maul, 1954
- Scopelosaurus craddocki Bertelsen, G. Krefft & N. B. Marshall, 1976
- Scopelosaurus gibbsi Bertelsen, G. Krefft & N. B. Marshall, 1976
- Scopelosaurus hamiltoni Waite, 1916
- Scopelosaurus harryi Mead (d), 1953
- Scopelosaurus herwigi Bertelsen, G. Krefft & N. B. Marshall, 1976
- Scopelosaurus hoedti Bleeker, 1860
- Scopelosaurus hubbsi Bertelsen, G. Krefft & N. B. Marshall, 1976
- Scopelosaurus lepidus G. Krefft & Maul, 1955
- Scopelosaurus mauli Bertelsen, G. Krefft & N. B. Marshall, 1976
- Scopelosaurus meadi Bertelsen, G. Krefft & N. B. Marshall, 1976
- Scopelosaurus smithii B. A. Bean, 1925